# ヨハン・ツィーツェロ (ブランデンブルク選帝侯)

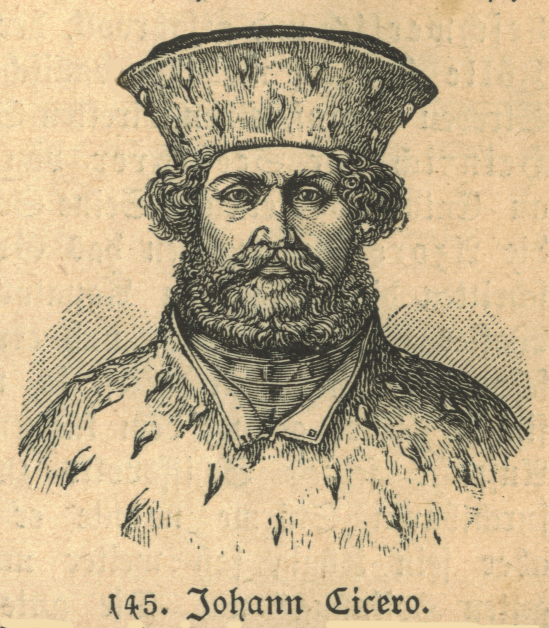
ヨハン・ツィーツェロ

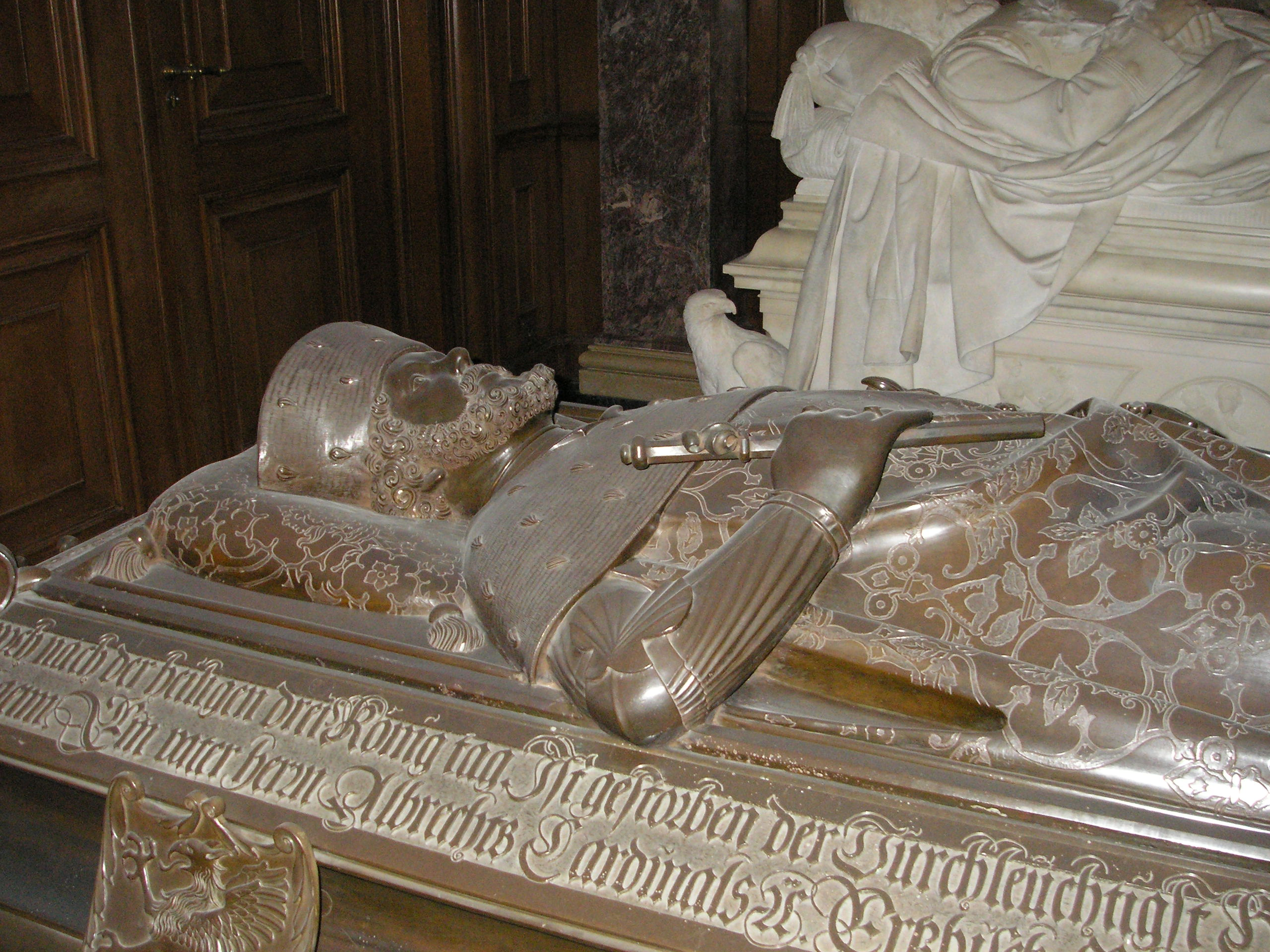
ヨハン・ツィーツェロの母像（ベルリン大聖堂）

ヨハン・ツィーツェロ（Johann Cicero, 1455年8月2日 - 1499年1月9日）は、ブランデンブルク選帝侯（在位：1486年 - 1499年）。アルブレヒト・アヒレスとバーデン辺境伯ヤーコプ1世の娘マルガレーテの子。アンスバッハ＝クルムバッハ辺境伯フリードリヒ5世、クルムバッハ辺境伯ジークムントの兄。ツィーツェロの添え名（コグノーメン）は古代ローマのキケロにちなんだもので、ヨハンの死後の16世紀になって付けられており、おそらくメランヒトンの誤った物語に基づいている。この形容詞は、ヨハンの偉大な雄弁さとラテン語の知識を示している。

## 生涯
ヨハンは12歳になるまでフランケンの領地に滞在し、1466年に伯父のフリードリヒ2世によって推定相続人としてブランデンブルク辺境伯領に連れて来られた。1468年にはポメラニアとの戦争に参加し、ハンガリー王マーチャーシュ1世との交渉のため伯父に同行した。
1473年に、父アルブレヒト・アヒレスはヨハンをブランデンブルク辺境伯の摂政に任命した。それ以前の1470年、フリードリヒ2世の退位後、ヨハンはすでにルブシュ司教フリードリヒやブランデンブルク司教ディートリヒ4世などとともにブランデンブルク辺境伯領の11人の総督のうちの1人に任命されていた。アルブレヒト自身も前任者と同様、フランケンの選帝侯領の南部に滞在することを好んだ。ヨハンは若年であったため、1476年にルブシュ司教フリードリヒが摂政に任命された。
ヨハンは1476年8月25日にベルリンでテューリンゲン方伯ヴィルヘルム3世の娘マルガレーテと結婚した。しかし、ヨハンが経済的に困窮していたため、結婚式は延期しなければならなかった。
1486年に父が死去すると、ヨハンが父の後を継いでブランデンブルク辺境伯、神聖ローマ帝国の選帝侯および大侍従を務めた。ベルリンのアルト＝ケルンの特権を認め、そこを居所と定めた。
ヨハンは1488年にビール税を導入し、これは間接税の前例となった。アルトマルクでは税金による暴動が起きていたが、ヨハンは武力で鎮圧した。ヨハンの摂政時代にすでに、ポメラニア公国、グウォグフ公国、およびアルトマルクの諸都市との対立が始まっていた。
1492年、ヨハンはシュテルンベルクの聖体冒涜裁判に関与し、その結果、27人のユダヤ人が火刑に処され、残り全員がメクレンブルクから追放された。
巧みな外交により、ヨハンはツォッセン領を領土として獲得し、1493年にはピジツェ条約を通じてポメラニアにおける継承見込権を獲得した。
1499年、肥満に悩まされていたヨハンはアルネブルク城で水腫のため亡くなり、息子ヨアヒム1世が選帝侯位を継承した。ホーエンツォレルン家の選帝侯として初めて、ヨハンはレーニン修道院に埋葬された。後に孫のヨアヒム2世により、ヨハンの遺骨は彫刻家ハンス・フィッシャーが作成した碑文とともにベルリン大聖堂に移された。1524 年に、彫刻家ペーター・フィッシャー（父）によって、墓が大聖堂に建てられた。

## 勝利の並木道の像
ベルリンの人々から人形の並木道と揶揄された勝利の並木道に、彫刻家アルベルト・マンテは第18記念碑群の中心像としてヨハン・ツィーツェロの像を建てた。
両脇を固める像は、相談役アイテルヴォルフ・フォン・シュタインと元帥ブッソ・フォン・アルフェンスレーベンの胸像であった。この記念像群は1900年11月14日に除幕され、「鎧の上に長袖のマントを羽織り、ベレー帽のような帽子をかぶった、マクシミリアン時代の衣装を着た」選帝侯の像が据えられていた。この大通りの建設を依頼した皇帝ヴィルヘルム2世は、マンテのアトリエを訪問した際に、この構想を承認した。

## 子女
1476年、テューリンゲン方伯ヴィルヘルム3世の娘マルガレーテと結婚、以下の子女を儲けた。
- 娘（1480年 - 1482年）
- ヴォルフガング（1482年）
- ヨアヒム1世（1484年 - 1535年） - ブランデンブルク選帝侯
- エリーザベト（1486年）
- アンナ（1487年 - 1514年） - 1502年にデンマークとノルウェーの王フレゼリク1世と結婚。
- ウルズラ（1488年 - 1510年） - 1507年にメクレンブルク＝シュヴェリーン公ハインリヒ5世と結婚。
- アルブレヒト（1490年 - 1545年） - マクデブルク大司教、マインツ大司教（選帝侯）